# خلیل فلسفی
خلیل فلسفی (۱۲۹۰ استرآباد (گرگان) - دی ۱۳۸۵) پزشک و نماینده مجلس شورای ملی و بنیان‌گذار مرکز مبارزه با سل در ایران بود.
پدرش میرزا علی حکیم که کوچه‌ای به نام او در گرگان هست و پدربزرگش میرزا احمد حکیم از اطبای مشهور استرآباد (گرگان) بودند. خودش نیز تا پانزده سالگی، علاوه بر تحصیل در مدارس جدید زادگاهش، نزد هادی استرآبادی صرف و نحو عربی خواند. سپس به تهران رفت و از مدرسه طب فارغ‌التحصیل شد.
فلسفی سپس به گرگان بازگشت و در تنها بیمارستان این شهر (بیمارستان پهلوی و ۵ آذر بعدی) به عنوان رئیس بخش عفونی مشغول به کار شد. در انتخابات دوره چهاردهم مجلس شورای ملی که به سبب زمین‌لرزه شدید در گرگان دیرتر از دیگر حوزه‌های انتخابیه و در تیر ۱۳۲۳ برگزار شد، به نمایندگی این شهر انتخاب شد. در دوره‌های پانزدهم و هفدهم نیز نماینده گرگان بود.
پس از انحلال مجلس شورای ملی در رفراندم برگزار شده توسط محمد صدق در سال ۱۳۳۲ و سپس کودتای ۲۸ مرداد، فلسفی به فرانسه رفت و در رشته امراض ریوی تخصص گرفت و در بازگشت، مرکز مبارزه با سل را در تهران بنیان گذاشت. پس از چندی به گرگان بازگشت و همراه با محمدتقی فلسفی بیمارستان خصوصی فلسفی را در گرگان تأسیس کرد.
حسین فلسفی دادستان تهران که در دوره بیستم مجلس شورای ملی نماینده گرگان شد، برادر کوچکتر خلیل فلسفی بود. سه برادر کوچکتر دیگرش، احمد، محمود و ابوالقاسم نیز پزشک بودند و برادر کوچکتر دیگر او، ذبیح‌الله مدیر مدرسه ملی حسینی گرگان شد.